# Luigi Cadorna (incrociatore)
Il Luigi Cadorna fu un incrociatore leggero della Regia Marina italiana, appartenente alla classe Luigi Cadorna, la seconda del  tipo Condottieri. Venne così battezzato in onore del generale della prima guerra mondiale Luigi Cadorna. 

## Storia
Varato nel 1931, entrò in servizio nel 1933. Durante il suo primo servizio svolse operazioni nella guerra civile spagnola. Nell'aprile 1939 partecipò all'occupazione dell'Albania.
Nel 1940 le artiglierie da 40/39 mm vennero sostituite con 8 mitragliere da 20/65 mm. Era dotato di idrovolanti IMAM Ro.43.
Quando scoppiò la seconda guerra mondiale, faceva parte della 4ª Divisione Incrociatori.
Non disponendo di una protezione sufficiente a operare in azioni di squadra, entrò inizialmente in riserva dal 12 febbraio 1941. Venne poi impiegato in ruoli di scorta e di protezione ai convogli italiani e tedeschi verso il Nord Africa. 
Nel 1943 anche le mitragliere da 13,2 mm furono sostituite con mitragliere da 20 mm. Il 14 giugno entrò a far parte dell'8ª Divisione Incrociatori. 
In luglio fu di base a Taranto e il giorno dopo l'armistizio dell'8 settembre 1943 salpò per Malta per trasferirsi nei porti alleati insieme alla flotta come stipulato nell'armistizio e utilizzata come nave da trasporto per gli Alleati e per il rimpatrio delle truppe italiane.
Nel 1944 vennero rimossi i tubi lanciasiluri. Era dotato anche di sistemazioni per paramine e posamine e di 2 lanciabombe antisommergibile.
Al termine della seconda guerra mondiale, con il trattato di pace del 10 febbraio 1947, venne lasciato in forza alla Marina Militare italiana, ma ormai obsoleto venne radiato nel 1951.

## Comandanti nel periodo prebellico
- Capitano di vascello Augusto Mengotti dall'11 agosto 1933 al 27 febbraio 1934;
- Capitano di vascello Ettore Sportiello dal 28 febbraio 1934 al 27 novembre 1935;
- Capitano di vascello Gino Pavesi dal 4 dicembre 1935 al 25 gennaio 1937;
- Capitano di vascello Salvatore Toscano dal 26 gennaio al 3 aprile 1937;
- Capitano di fregata Mario Mastrangelo dal 4 all'11 aprile 1937 (interinale);
- Capitano di vascello Alfredo Grillo dal 12 aprile 1937 al 1º giugno 1938;
- Capitano di vascello Francesco Baldizzone dal 2 giugno al 24 ottobre 1938;
- Capitano di fregata Arturo Solari dal 25 ottobre al 31 dicembre 1938 (interinale);
- Capitano di vascello Enrico Baroni dal 1º gennaio al 19 marzo 1939.

## Comandanti nel periodo bellico
- Capitano di vascello Romolo Polacchini dal 20 marzo 1939 al 31 agosto 1940;
- Capitano di fregata Giuseppe Colotto dal 1º luglio al 17 novembre 1940 (interinale);
- Capitano di fregata Vittorio Meneghini dal 18 novembre 1940 al 12 febbraio 1941 (interinale);
- Capitano di vascello Giuseppe Maroni dal 13 - 25 febbraio 1941;
- Capitano di vascello Leone Riccati Di Ceva e Di San Michele dal 26 febbraio 1941 al 24 febbraio 1943;
- Capitano di vascello Luigi Lombardi Di Lomborgo dal 25 febbraio al 7 agosto 1943;
- Capitano di vascello Paolo Mengarini dall'8 agosto 1943 al 29 febbraio 1944;
- Capitano di fregata Alessandro Michelagnoli dal 1º marzo al 31 maggio 1944 (interinale);
- Capitano di fregata Manlio Minucci dal 1º giugno al 1º settembre 1944 (interinale);
- Capitano di vascello Francesco Camicia dal 2 settembre 1944 al 23 maggio 1945;

## Comandanti nel periodo postbellico
- Capitano di vascello Alfredo Viglieri dal 24 maggio al 13 novembre 1945;
- Capitano di corvetta Gustavo Lovatelli dal 14 al 17 novembre 1945 (interinale);
- Capitano di fregata Mario Signorini dal 18 novembre 1945 al 21 gennaio 1947;
- Capitano di fregata Pasquale Giliberto dal 22 gennaio al 30 aprile 1947 (interinale);
- Capitano di vascello Francesco Padolecchia dal 1º maggio 1947 al 31 ottobre 1950.